# CEV Beachvolleyball Nations Cup 2025
Der CEV Beachvolleyball Nations Cup 2025 war ein Wettbewerb für europäische Beachvolleyball-Nationalteams. Die Veranstaltung ging in diesem Jahr in ihre vierte Spielzeit.
Im Gegensatz zum Nations Cup 2024 hätten 2025 wieder die besten europäischen Duos an der Endrunde teilnehmen könen. Da jedoch mehrere Länder nicht für den Wettbewerb gemeldet hatten, fehlten mögliche Mitfavoriten und Medaillenkandidaten sicher beim Finale, das vom 17. bis 20. Juli in Espinho ausgetragen wurde. So war weder eine Delegation vom Sieger des Jahres 2022 aus der Schweiz bei den Frauen noch ein Team aus dem Land des männlichen Olympiasiegers 2024 aus Schweden in Portugal dabei. Nach Gruppenspielen, Viertel-, Halbfinale und Endspiel standen die weiblichen Sportlerinnen aus Deutschland auf der obersten Stufe des Podests, während bei den männlichen Athleten die Norweger triumphierten. Die Gewinnernationen bei den Frauen und bei den Männern erhalten je einen Platz im Teilnehmerfeld der Beachvolleyball-Weltmeisterschaft 2025.

## Vorrunde 2025

### Regularien
Es gibt sieben Pools pro Geschlecht mit drei oder vier Nationen, die mit jeweils zwei Duos antreten. Jedes Land spielt gegen jeden Gegner nach folgenden Modus. Zunächst kämpfen die Paare mit der geringeren Anzahl der Rankingpunkte gegeneinander. Anschließend kommt es zu den Spielen der Paare mit der höheren Anzahl der Rankingpunkte. Für jeden Sieg gibt es zwei Punkte, der Verlierer erhält einen Punkt, bzw. bei Nichtantreten oder Aufgabe null Punkte. Haben zwei Teams am Ende die gleiche Anzahl an Matchpunkten, entscheidet der höhere Ballquotient aus allen Begegnungen über die bessere Platzierung. Haben drei Mannschaften die gleiche Anzahl an Siegpunkten, entscheidet der Ballquotient aus den Begegnungen dieser drei Mannschaften gegeneinander über die Reihenfolge. Die Gruppensieger qualifizieren sich für das Nations Cup Finale.

### Frauen
Pool A fand vom 24. bis 25. Mai in Balıkesir statt.
- Teilnehmende Teams: Türkei, Niederlande, Dänemark, Rumänien
- Die Niederlande qualifizierten sich für die Endrunde!

| Tabelle | Tabelle     | Tabelle | Tabelle      | Tabelle  |
| ------- | ----------- | ------- | ------------ | -------- |
| Pool A  |             |         |              |          |
| Platz   | Nation      | Punkte  | Ballpunkte * | Quotient |
| 1.      | Niederlande | 12      |              |          |
| 2.      | Dänemark    | 8       | 174:155      | 1,12     |
| 3.      | Türkei      | 8       | 169:170      | 0,99     |
| 4.      | Rumänien    | 8       | 179:185      | 0,97     |

| 24. Mai | Niederlande 2 | Rumänien 2 | 2:0 (21:18, 21:9)         |
| 24. Mai | Niederlande 1 | Rumänien 1 | 2:1 (21-16, 14-21, 15-10) |
| 24. Mai | Türkei 2      | Dänemark 2 | 2:1 (21-9, 11-21, 15-12)  |
| 24. Mai | Türkei 1      | Dänemark 1 | 0:2 (17-21, 19-21)        |
| 24. Mai | Niederlande 2 | Dänemark 2 | 2:0 (21-8, 21-13)         |
| 24. Mai | Niederlande 1 | Dänemark 1 | 2:1 (14-21, 21:13, 15:13) |
| 24. Mai | Türkei 2      | Rumänien 2 | 2:0 (21-15, 21-18)        |
| 24. Mai | Türkei 1      | Rumänien 1 | 1:2 (12-21, 21:17, 11-15) |

| 25. Mai | Rumänien 2 | Dänemark 2    | 1:2 (13-21, 21-19, 6-15) |
| 25. Mai | Rumänien 1 | Dänemark 1    | 2:1 (17-21, 21:15, 15-8) |
| 25. Mai | Türkei 2   | Niederlande 2 | 0;2 (15-21, 16-21)       |
| 25. Mai | Türkei 1   | Niederlande 1 | 0:2 (19-21, 12:21)       |

Pool B fand vom 21. bis 22. Juni in Vilnius statt.
- Teilnehmende Teams: Litauen, Finnland, Norwegen, Kroatien
- Litauen qualifizierte sich für die Endrunde!

| Tabelle | Tabelle  | Tabelle | Tabelle    | Tabelle  |
| ------- | -------- | ------- | ---------- | -------- |
| Pool B  |          |         |            |          |
| Platz   | Nation   | Punkte  | Ballpunkte | Quotient |
| 1.      | Litauen  | 11      | 295:231    | 1,28     |
| 2.      | Finnland | 11      | 280:231    | 1,21     |
| 3.      | Norwegen | 8       |            |          |
| 4.      | Croatien | 6       |            |          |

| 21. Juni | Finnland 2 | Norwegen 2 | 2:0 (21:18, 21:11)        |
| 21. Juni | Finnland 1 | Norwegen 1 | 2:0 (21-12, 24-22)        |
| 21. Juni | Litauen 2  | Croatien 2 | 2:0 (21-15, 21-11)        |
| 21. Juni | Litauen 1  | Croatien 1 | 2:0 (21-14, 21:12)        |
| 21. Juni | Finnland 2 | Croatien 2 | 2:0 (21:14, 21:13)        |
| 21. Juni | Finnland 1 | Croatien 1 | 2:0 (21-16, 21-10)        |
| 21. Juni | Litauen 2  | Norwegen 2 | 2:0 (21-10, 21-14)        |
| 21. Juni | Litauen 1  | Norwegen 1 | 2:1 (21-14, 18:21, 15:11) |

| 22. Juni | Norwegen 2 | Croatien 2 | 2:0 (21-16, 21-17)        |
| 22. Juni | Norwegen 1 | Croatien 1 | 2:0 (21-14, 21:10)        |
| 22. Juni | Litauen 2  | Finnland 2 | 1:2 (21-13, 19-21, 11-15) |
| 22. Juni | Litauen 1  | Finnland 1 | 2:1 (23-21, 26-28, 15-11) |

Pool C fand vom 20. bis 21. Juni in Riga statt.
- Teilnehmende Teams: Litauen, Ukraine, Israel
- Die Ukraine qualifizierte sich für die Endrunde!

| Tabelle | Tabelle  | Tabelle | Tabelle    | Tabelle  |
| ------- | -------- | ------- | ---------- | -------- |
| Pool C  |          |         |            |          |
| Platz   | Nation   | Punkte  | Ballpunkte | Quotient |
| 1.      | Ukraine  | 8       |            |          |
| 2.      | Lettland | 6       |            |          |
| 3.      | Israel   | 4       |            |          |

| 20. Juni | Ukraine 2  | Israel 2 | 2:0 (21:8, 21:7)   |
| 20. Juni | Ukraine 1  | Israel 1 | 2:0 (21-11, 21-13) |
| 20. Juni | Lettland 2 | Israel 2 | 2:0 (21-12, 21-16) |
| 20. Juni | Lettland 1 | Israel 1 | 2:0 (21-15, 21-10) |

| 21. Juni | Lettland 2 | Ukraine 2 | 0:2 (17-21, 16-21)        |
| 21. Juni | Lettland 1 | Ukraine 1 | 1:2 (18-21, 21-17, 11-15) |

Pool D fand vom 17. bis 18. Juni in Messina statt.
- Teilnehmende Teams: Italien, Frankreich, Belgien
- Reka Orsi Toth vom Team Italien 1 verletzte sich beim Aufwärmen vor ihrem ersten Spiel.[5] Da alle Partien von Italien 1 mit 0 Punkten gewertet wurden, verzichtete Italien 2 auf die Austragung des Spiels gegen Frankreich 2, da das Resultat für die Gesamtplatzierung bedeutungslos ist.
- Frankreich qualifizierte sich für die Endrunde!

| Tabelle | Tabelle    | Tabelle | Tabelle    | Tabelle  |
| ------- | ---------- | ------- | ---------- | -------- |
| Pool D  |            |         |            |          |
| Platz   | Nation     | Punkte  | Ballpunkte | Quotient |
| 1.      | Frankreich | 8       |            |          |
| 2.      | Belgien    | 5       |            |          |
| 3.      | Italien    | 2       |            |          |

| 17. Juni | Frankreich 2 | Belgien 2 | 2:0 (21:11, 21:12)        |
| 17. Juni | Frankreich 1 | Belgien 1 | 2:1 (19-21, 21-14, 15-7)  |
| 17. Juni | Italien 2    | Belgien 2 | 2:1 (21-16, 14-21, 15-11) |
| 17. Juni | Italien 1    | Belgien 1 | 0:2                       |

| 18. Juni | Italien 2 | Frankreich 2 | 0:2 |
| 18. Juni | Italien 1 | Frankreich 1 | 0:2 |

Pool E fand vom 13. bis 14. Mai in Madrid statt.
- Teilnehmende Teams: Spanien, Slowenien, Ungarn
- Spanien qualifizierte sich für die Endrunde!

| Tabelle | Tabelle   | Tabelle | Tabelle    | Tabelle  |
| ------- | --------- | ------- | ---------- | -------- |
| Pool E  |           |         |            |          |
| Platz   | Nation    | Punkte  | Ballpunkte | Quotient |
| 1.      | Spanien   | 7       | 165:138    | 1,20     |
| 2.      | Slowenien | 7       | 158:139    | 1,14     |
| 3.      | Ungarn    | 4       |            |          |

| 13. Mai | Slowenien 2 | Ungarn 2 | 2:0 (21:16, 21:16) |
| 13. Mai | Slowenien 1 | Ungarn 1 | 2:0 (21-17, 21-9)  |
| 13. Mai | Spanien 2   | Ungarn 2 | 2:0 (21-14, 21-16) |
| 13. Mai | Spanien 1   | Ungarn 1 | 2:0 (21-18, 21:16) |

| 14. Mai | Spanien 2 | Slowenien 2 | 0:2 (20-22, 19-21) |
| 14. Mai | Spanien 1 | Slowenien 1 | 2:0 (21-14, 21:17) |

Pool F fand vom 17. bis 18. Mai in Iraklio statt.
- Teilnehmende Teams: Griechenland, Polen, Estland
- Estland qualifizierte sich für die Endrunde!

| Tabelle | Tabelle      | Tabelle | Tabelle    | Tabelle  |
| ------- | ------------ | ------- | ---------- | -------- |
| Pool F  |              |         |            |          |
| Platz   | Nation       | Punkte  | Ballpunkte | Quotient |
| 1.      | Estland      | 7       | 160:128    | 1,25     |
| 2.      | Polen        | 7       | 156:129    | 1,21     |
| 3.      | Griechenland | 4       |            |          |

| 17. Mai | Estland 2      | Polen 2 | 2:0 (22:20, 21:10) |
| 17. Mai | Estland 1      | Polen 1 | 0:2 (14-21, 19-21) |
| 17. Mai | Griechenland 2 | Polen 2 | 0:2 (15-21, 9-21)  |
| 17. Mai | Griechenland 1 | Polen 1 | 0:2 (15-21, 14-21) |

| 18. Mai | Griechenland 2 | Estland 2 | 0:2 (17-21, 11-21) |
| 18. Mai | Griechenland 1 | Estland 1 | 0:2 (14-21, 14-21) |

Pool G fand vom 23. bis 24. Mai in Balıkesir statt.
- Teilnehmende Teams: Deutschland, Tschechien, Slowakei, Bulgarien
- Deutschland qualifizierte sich für die Endrunde!

| Tabelle | Tabelle     | Tabelle | Tabelle    | Tabelle  |
| ------- | ----------- | ------- | ---------- | -------- |
| Pool G  |             |         |            |          |
| Platz   | Nation      | Punkte  | Ballpunkte | Quotient |
| 1.      | Deutschland | 11      | 268:204    | 1,31     |
| 2.      | Tschechien  | 11      | 252:201    | 1,25     |
| 3.      | Slowakei    | 8       |            |          |
| 4.      | Bulgarien   | 6       |            |          |

| 23. Mai | Deutschland 2 | Slowakei 2  | 2:1 (21:17, 15:21, 15:12) |
| 23. Mai | Deutschland 1 | Slowakei 1  | 2:0 (21-11, 21-9)         |
| 23. Mai | Tschechien 2  | Bulgarien 2 | 2:0 (21-16, 21-11)        |
| 23. Mai | Tschechien 1  | Bulgarien 1 | 2:0 (21-11, 21:13)        |
| 23. Mai | Deutschland 2 | Bulgarien 2 | 2:0 (21:13, 21:11)        |
| 23. Mai | Deutschland 1 | Bulgarien 1 | 2:0 (21-11, 21-15)        |
| 23. Mai | Tschechien 2  | Slowakei 2  | 2:0 (21-8, 21-14)         |
| 23. Mai | Tschechien 1  | Slowakei 1  | 2:0 (21-19, 21:18)        |

| 24. Mai | Slowakei 2   | Bulgarien 2   | 2:0 (21-8, 21-16)         |
| 24. Mai | Slowakei 1   | Bulgarien 1   | 2:0 (21-17, 21-18)        |
| 24. Mai | Tschechien 2 | Deutschland 2 | 2:1 (17-21, 21-15, 15-13) |
| 24. Mai | Tschechien 1 | Deutschland 1 | 0:2 (16-21, 15:21)        |

### Männer
Pool A fand vom 24. bis 25. Mai in Balıkesir statt.
- Teilnehmende Teams: Türkei, Frankreich, Estland, Kroatien
- Frankreich qualifizierte sich für die Endrunde!

| Tabelle | Tabelle    | Tabelle | Tabelle    | Tabelle  |
| ------- | ---------- | ------- | ---------- | -------- |
| Pool A  |            |         |            |          |
| Platz   | Nation     | Punkte  | Ballpunkte | Quotient |
| 1.      | Frankreich | 12      |            |          |
| 2.      | Türkei     | 9       | 250:246    | 1,02     |
| 3.      | Estland    | 9       | 259:264    | 0,98     |
| 4.      | Kroatien   | 6       |            |          |

| 24. Mai | Frankreich 2 | Estland 2  | 2:0 (21:17, 21:13) |
| 24. Mai | Frankreich 1 | Estland 1  | 2:0 (21-16, 21-15) |
| 24. Mai | Türkei 2     | Kroatien 2 | 2:0 (21-15, 21-16) |
| 24. Mai | Türkei 1     | Kroatien 1 | 2:0 (21-15, 21:12) |

| 25. Mai | Frankreich 2 | Kroatien 2   | 2:0 (21:19, 21:12)        |
| 25. Mai | Frankreich 1 | Kroatien 1   | 2:0 (21-7, 21-13)         |
| 25. Mai | Türkei 2     | Estland 2    | 2:1 (19-21, 21-19, 15-10) |
| 25. Mai | Türkei 1     | Estland 1    | 0:2 (21-23, 29:31)        |
| 25. Mai | Estland 2    | Kroatien 2   | 2:1 (21-12, 17-21, 15-13) |
| 25. Mai | Estland 1    | Kroatien 1   | 2:0 (21-12, 21:17)        |
| 25. Mai | Türkei 2     | Frankreich 2 | 0:2 (14-21, 17-21)        |
| 25. Mai | Türkei 1     | Frankreich 1 | 0:2 (13-21, 17:21)        |

Pool B fand vom 20. bis 21. Juni in Riga statt.
- Teilnehmende Teams: Lettland, Österreich, Israel
- Österreich qualifizierte sich für die Endrunde!

| Tabelle | Tabelle    | Tabelle | Tabelle    | Tabelle  |
| ------- | ---------- | ------- | ---------- | -------- |
| Pool B  |            |         |            |          |
| Platz   | Nation     | Punkte  | Ballpunkte | Quotient |
| 1.      | Österreich | 7       | 138:126    | 1,095    |
| 2.      | Lettland   | 7       | 147:146    | 1,01     |
| 3.      | Israel     | 2       |            |          |

| 20. Juni | Österreich 2 | Israel 2 | 2:0 (21:19, 21:15)        |
| 20. Juni | Österreich 1 | Israel 1 | 2:0                       |
| 20. Juni | Lettland 2   | Israel 2 | 2:1 (21-14, 21-23, 15-11) |
| 20. Juni | Lettland 1   | Israel 1 | 2:0                       |

| 21. Juni | Lettland 2 | Österreich 2 | 1:2 (19-21, 23-21, 4-15) |
| 21. Juni | Lettland 1 | Österreich 1 | 2:0 (21-16, 25-23)       |

Pool C fand vom 13. bis 14. Mai in Madrid statt.
- Teilnehmende Teams: Spanien, Ukraine, Belgien, Nordirland
- Spanien qualifizierte sich für die Endrunde!

| Tabelle | Tabelle    | Tabelle | Tabelle    | Tabelle  |
| ------- | ---------- | ------- | ---------- | -------- |
| Pool C  |            |         |            |          |
| Platz   | Nation     | Punkte  | Ballpunkte | Quotient |
| 1.      | Spanien    | 11      | 275:190    | 1,45     |
| 2.      | Ukraine    | 11      | 270:219    | 1,23     |
| 3.      | Belgien    | 8       |            |          |
| 4.      | Nordirland | 6       |            |          |

| 13. Mai | Ukraine 2 | Belgien 2    | 2:0 (21:18, 21:17) |
| 13. Mai | Ukraine 1 | Belgien 1    | 2:0 (21-12, 21-18) |
| 13. Mai | Spanien 2 | Nordirland 2 | 2:0 (21-7, 21-8)   |
| 13. Mai | Spanien 1 | Nordirland 1 | 2:0 (21-5, 21:11)  |
| 13. Mai | Ukraine 2 | Nordirland 2 | 2:0 (21:13, 21:9)  |
| 13. Mai | Ukraine 1 | Nordirland 1 | 2:0 (21-12, 21-14) |
| 13. Mai | Spanien 2 | Belgien 2    | 2:0 (22-20, 21-9)  |
| 13. Mai | Spanien 1 | Belgien 1    | 2:0 (21-14, 21:14) |

| 14. Mai | Belgien 2 | Nordirland 2 | 2:0 (21-10, 21-12)        |
| 14. Mai | Belgien 1 | Nordirland 1 | 2:0 (21-14, 21:8)         |
| 14. Mai | Spanien 2 | Ukraine 2    | 2:1 (21-14, 17-21, 15-12) |
| 14. Mai | Spanien 1 | Ukraine 1    | 1:2 (19-21, 21:19, 13-15) |

Pool D fand vom 21. bis 22. Juni in Vilnius statt.
- Teilnehmende Teams: Litauen, Polen, Slowenien, Bulgarien
- Litauen qualifizierte sich für die Endrunde!

| Tabelle | Tabelle   | Tabelle | Tabelle    | Tabelle  |
| ------- | --------- | ------- | ---------- | -------- |
| Pool D  |           |         |            |          |
| Platz   | Nation    | Punkte  | Ballpunkte | Quotient |
| 1.      | Litauen   | 11      | 253:200    | 1,26     |
| 2.      | Polen     | 11      | 271:227    | 1,19     |
| 3.      | Slowenien | 8       |            |          |
| 4.      | Bulgarien | 6       |            |          |

| 21. Juni | Polen 2   | Bulgarien 2 | 2:0 (21:15, 21:14)        |
| 21. Juni | Polen 1   | Bulgarien 1 | 2:1 (17-21, 21-14, 20-18) |
| 21. Juni | Litauen 2 | Slowenien 2 | 2:1 (18-21, 21-12, 15-9)  |
| 21. Juni | Litauen 1 | Slowenien 1 | 2:0 (22-20, 21:10)        |

| 22. Juni | Polen 2     | Slowenien 2 | 2:1 (14-21, 22-20, 15-9)  |
| 22. Juni | Polen 1     | Slowenien 1 | 2:0 (21-11, 21:12)        |
| 22. Juni | Litauen 2   | Bulgarien 2 | 2:0 (21-10, 21-11)        |
| 22. Juni | Litauen 1   | Bulgarien 1 | 2:0 (21-14, 21-15)        |
| 22. Juni | Bulgarien 2 | Slowenien 2 | 0:2 (16-21, 31-33)        |
| 22. Juni | Bulgarien 1 | Slowenien 1 | 1:2 (14-21, 21:17, 15-17) |
| 22. Juni | Litauen 2   | Polen 2     | 0:2 (17-21, 13-21)        |
| 22. Juni | Litauen 1   | Polen 1     | 2:0 (21-19, 21:17)        |

Pool E fand vom 17. bis 18. Juni in Messina statt.
- Teilnehmende Teams: Italien, Deutschland, Dänemark
- Dänemark qualifizierte sich für die Endrunde!

| Tabelle | Tabelle     | Tabelle | Tabelle    | Tabelle  |
| ------- | ----------- | ------- | ---------- | -------- |
| Pool E  |             |         |            |          |
| Platz   | Nation      | Punkte  | Ballpunkte | Quotient |
| 1.      | Dänemark    | 6       | 168:163    | 1,03     |
| 2.      | Italien     | 6       | 162:160    | 1,01     |
| 3.      | Deutschland | 6       | 170:177    | 0,96     |

| 17. Mai | Deutschland 2 | Dänemark 2 | 2:1 (21-18, 18-21, 15-10) |
| 17. Mai | Deutschland 1 | Dänemark 1 | 0:2 (17-21, 16-21)        |
| 17. Mai | Italien 2     | Dänemark 2 | 2:0 (21-18, 21-17)        |
| 17. Mai | Italien 1     | Dänemark 1 | 0:2 (16-21, 18:21)        |

| 18. Mai | Italien 2 | Deutschland 2 | 2:0 (21-13, 26-24) |
| 18. Mai | Italien 1 | Deutschland 1 | 0:2 (23-25, 16:21) |

Pool F fand vom 17. bis 18. Mai in Iraklio statt.
- Teilnehmende Teams: Griechenland, Niederlande, Ungarn, Luxemburg
- Die Niederlande qualifizierten sich für die Endrunde!

| Tabelle | Tabelle      | Tabelle | Tabelle    | Tabelle  |
| ------- | ------------ | ------- | ---------- | -------- |
| Pool F  |              |         |            |          |
| Platz   | Nation       | Punkte  | Ballpunkte | Quotient |
| 1.      | Niederlande  | 12      |            |          |
| 2.      | Griechenland | 10      |            |          |
| 3.      | Ungarn       | 8       |            |          |
| 4.      | Luxemburg    | 6       |            |          |

| 17. Mai | Niederlande 2  | Ungarn 2    | 2:0 (21:13, 21:16) |
| 17. Mai | Niederlande 1  | Ungarn 1    | 2:0 (21-14, 21-19) |
| 17. Mai | Griechenland 2 | Luxemburg 2 | 2:0 (21-11, 21-7)  |
| 17. Mai | Griechenland 1 | Luxemburg 1 | 2:0 (21-18, 21:15) |

| 18. Mai | Niederlande 2  | Luxemburg 2   | 2:0 (21-8, 21-5)          |
| 18. Mai | Niederlande 1  | Luxemburg 1   | 2:0 (21-14, 21:19)        |
| 18. Mai | Griechenland 2 | Ungarn 2      | 2:0 (21-19, 21-18)        |
| 18. Mai | Griechenland 1 | Ungarn 1      | 2:0 (21-15, 21:9)         |
| 18. Mai | Ungarn 2       | Luxemburg 2   | 2:0 (21-10, 21-10)        |
| 18. Mai | Ungarn 1       | Luxemburg 1   | 2:1 (21-23, 21:16, 15-10) |
| 18. Mai | Griechenland 2 | Niederlande 2 | 0;2 (9-21, 19-21)         |
| 18. Mai | Griechenland 1 | Niederlande 1 | 0:2 (15-21, 20:22)        |

Pool G fand vom 23. bis 24. Mai in Balıkesir statt.
- Teilnehmende Teams: Norwegen, Tschechien, Serbien, Rumänien[1]
- Norwegen qualifizierte sich für die Endrunde!

| Tabelle | Tabelle    | Tabelle | Tabelle    | Tabelle  |
| ------- | ---------- | ------- | ---------- | -------- |
| Pool G  |            |         |            |          |
| Platz   | Nation     | Punkte  | Ballpunkte | Quotient |
| 1.      | Norwegen   | 11      | 249:194    | 1,28     |
| 2.      | Tschechien | 11      | 263:212    | 1,24     |
| 3.      | Serbien    | 8       |            |          |
| 4.      | Rumänien   | 6       |            |          |

| 23. Mai | Norwegen 2   | Serbien 2  | 2:0 (21:14, 21:16)        |
| 23. Mai | Norwegen 1   | Serbien 1  | 2:1 (15-21, 21-14, 15-11) |
| 23. Mai | Tschechien 2 | Rumänien 2 | 2:0 (21-5, 21-14)         |
| 23. Mai | Tschechien 1 | Rumänien 1 | 2:0 (21-15, 21:18)        |

| 24. Mai | Norwegen 2   | Rumänien 2 | 2:0 (21-9, 21-14)         |
| 24. Mai | Norwegen 1   | Rumänien 1 | 2:0 (21-8, 21:9)          |
| 24. Mai | Tschechien 2 | Serbien 2  | 2:0 (21-16, 21-15)        |
| 24. Mai | Tschechien 1 | Serbien 1  | 2:1 (20-22, 22-20, 17-15) |
| 24. Mai | Serbien 2    | Rumänien 2 | 2:0 (21-12, 21-15)        |
| 24. Mai | Serbien 1    | Rumänien 1 | 2:0 (21-17, 21:11)        |
| 24. Mai | Tschechien 2 | Norwegen 2 | 2:0 (21-14, 21-16)        |
| 24. Mai | Tschechien 1 | Norwegen 1 | 0:2 (18-21, 18:21)        |

- Ballpunkte der drei punktgleichen Teams gegeneinander

## Endrunde 2025

### Frauen

#### Teams
| Pool A           | Pool A                | Pool A          | Pool A        |  | Pool B          | Pool B                | Pool B             | Pool B          |
| ---------------- | --------------------- | --------------- | ------------- |  | --------------- | --------------------- | ------------------ | --------------- |
| Deutschland      | Litauen               | Frankreich      | Niederlande   |  | Portugal        | Estland               | Ukraine            | Spanien         |
| Sandra Ittlinger | Ariana Rudkovskaja    | Lézana Placette | Mila Konink   |  | Gabriela Coelho | Heleene Hollas        | Walentyna Dawidowa | Sofía González  |
| Anna-Lena Grüne  | Skalvė Križanauskaitė | Alexia Richard  | Raïsa Schoon  |  | Mariana Maia    | Kaira Liina Lukas     | Anhelina Chmil     | Ana Vergara     |
| Svenja Müller    | Monika Paulikienė     | Clémence Vieira | Emi van Driel |  | Vanessa Paquete | Eva Liisa Kuivonen    | Maryna Hladun      | Daniela Álvarez |
| Cinja Tillmann   | Ainė Raupelytė        | Aline Chamereau | Wies Bekhuis  |  | Raquel Lacerda  | Liisa-Lotta Jürgenson | Tetjana Lasarenko  | Tania Moreno    |

#### Gruppenspiele
| Tabelle  | Tabelle     | Tabelle | Tabelle | Tabelle |
| -------- | ----------- | ------- | ------- | ------- |
| Gruppe A |             |         |         |         |
| Platz    | Nation      | Punkte  |         |         |
| 1.       | Deutschland | 12      |         |         |
| 2.       | Niederlande | 9       |         |         |
| 3.       | Frankreich  | 8       |         |         |
| 4.       | Litauen     | 7       |         |         |

| 17. Juli | 2 | Sandra Ittlinger / Anna-Lena Grüne | 2 | Ariana Rudkovskaja / Skalvė Križanauskaitė | 2:1 (21:12, 19:21, 15:13) |
| 17. Juli | 1 | Svenja Müller / Cinja Tillmann     | 1 | Monika Paulikienė / Ainė Raupelytė         | 2:0 (21:9, 29:27)         |
|          |   |                                    |   |                                            |                           |
| 17. Juli | 2 | Lézana Placette / Alexia Richard   | 2 | Mila Konink / Raïsa Schoon                 | 0:2 (24:26, 15:21)        |
| 17. Juli | 1 | Clémence Vieira / Aline Chamereau  | 1 | Emi van Driel / Wies Bekhuis               | 2:0 (21:18, 21:15)        |
|          |   |                                    |   |                                            |                           |
| 17. Juli | 2 | Sandra Ittlinger / Anna-Lena Grüne | 2 | Mila Konink / Raïsa Schoon                 | 2:0 (22:20, 21:18)        |
| 17. Juli | 1 | Svenja Müller / Cinja Tillmann     | 1 | Emi van Driel / Wies Bekhuis               | 2:0 (21:13, 21:13)        |
|          |   |                                    |   |                                            |                           |
| 17. Juli | 2 | Lézana Placette / Alexia Richard   | 2 | Ariana Rudkovskaja / Skalvė Križanauskaitė | 1:2 (18:21, 21:17, 12:15) |
| 17. Juli | 1 | Clémence Vieira / Aline Chamereau  | 1 | Monika Paulikienė / Ainė Raupelytė         | 2:0 (24:22, 21:14)        |
|          |   |                                    |   |                                            |                           |
| 18. Juli | 2 | Sandra Ittlinger / Anna-Lena Grüne | 2 | Lézana Placette / Alexia Richard           | 2:0 (21:18, 21:4)         |
| 18. Juli | 1 | Svenja Müller / Cinja Tillmann     | 1 | Clémence Vieira / Aline Chamereau          | 2:0 (21:19, 21:16)        |
|          |   |                                    |   |                                            |                           |
| 18. Juli | 2 | Mila Konink / Raïsa Schoon         | 2 | Ariana Rudkovskaja / Skalvė Križanauskaitė | 2:0 (21:11, 21:14)        |
| 18. Juli | 1 | Emi van Driel / Wies Bekhuis       | 1 | Monika Paulikienė / Ainė Raupelytė         | 2:1 (13:21, 21:18, 19:17) |

| Tabelle  | Tabelle  | Tabelle | Tabelle    | Tabelle |
| -------- | -------- | ------- | ---------- | ------- |
| Gruppe B |          |         |            |         |
| Platz    | Nation   | Punkte  | Ballpunkte | BPQ     |
| 1.       | Ukraine  | 12      |            |         |
| 2.       | Spanien  | 10      |            |         |
| 3.       | Portugal | 7       | 179:243    | 0,74    |
| 4.       | Estland  | 7       | 166:242    | 0,69    |

| 17. Juli | 2 | Gabriela Coelho / Mariana Maia      | 2 | Heleene Hollas / Kaira Liina Lukas         | 2:0 (21:15, 21:14) |
| 17. Juli | 1 | Vanessa Paquete / Raquel Lacerda    | 1 | Eva Liisa Kuivonen / Liisa-Lotta Jürgenson | 0:2 (16:21, 16:21) |
|          |   |                                     |   |                                            |                    |
| 17. Juli | 2 | Walentyna Dawidowa / Anhelina Chmil | 2 | Sofía González / Ana Vergara               | 2:0 (21:18, 21:19) |
| 17. Juli | 1 | Maryna Hladun / Tetjana Lasarenko   | 1 | Daniela Álvarez / Tania Moreno             | 2:0 (23:21, 21:19) |
|          |   |                                     |   |                                            |                    |
| 17. Juli | 2 | Gabriela Coelho / Mariana Maia      | 2 | Sofía González / Ana Vergara               | 0:2 (23:25, 14:21) |
| 17. Juli | 1 | Vanessa Paquete / Raquel Lacerda    | 1 | Daniela Álvarez / Tania Moreno             | 0:2 (8:21, 12:21)  |
|          |   |                                     |   |                                            |                    |
| 17. Juli | 2 | Walentyna Dawidowa / Anhelina Chmil | 2 | Heleene Hollas / Kaira Liina Lukas         | 2:0 (21:8, 21:14)  |
| 17. Juli | 1 | Maryna Hladun / Tetjana Lasarenko   | 1 | Eva Liisa Kuivonen / Liisa-Lotta Jürgenson | 2:0 (21:9, 21:17)  |
|          |   |                                     |   |                                            |                    |
| 18. Juli | 2 | Sofía González / Ana Vergara        | 2 | Heleene Hollas / Kaira Liina Lukas         | 2:0 (21:11, 21:12) |
| 18. Juli | 1 | Daniela Álvarez / Tania Moreno      | 1 | Eva Liisa Kuivonen / Liisa-Lotta Jürgenson | 2:0 (21:13, 21:11) |
|          |   |                                     |   |                                            |                    |
| 18. Juli | 2 | Gabriela Coelho / Mariana Maia      | 2 | Walentyna Dawidowa / Anhelina Chmil        | 0:2 (7:21, 13:21)  |
| 18. Juli | 1 | Vanessa Paquete / Raquel Lacerda    | 1 | Maryna Hladun / Tetjana Lasarenko          | 0:2 (12:21, 16:21) |

#### Zwischenrunde
| Viertelfinale | Viertelfinale | Viertelfinale | Viertelfinale                    | Viertelfinale | Viertelfinale | Viertelfinale                     | Viertelfinale             |
| ------------- | ------------- | ------------- | -------------------------------- | ------------- | ------------- | --------------------------------- | ------------------------- |
| 18. Juli      | 2. Gruppe B   | 2             | Sofía González / Ana Vergara     | 3. Gruppe A   | 2             | Lézana Placette / Alexia Richard  | 0:2 (16:21, 15:21)        |
| 18. Juli      | 2. Gruppe B   | 1             | Daniela Álvarez / Tania Moreno   | 3. Gruppe A   | 1             | Clémence Vieira / Aline Chamereau | 2:1 (21:18, 13:21, 15:13) |
| 18. Juli      | Golden Set    | Spanien       | Daniela Álvarez / Sofía González |               | Frankreich    | Aline Chamereau / Lézana Placette | 1:0 (15:11)               |
| 18. Juli      | 2. Gruppe A   | 2             | Mila Konink / Raïsa Schoon       | 3. Gruppe B   | 2             | Gabriela Coelho / Mariana Maia    | 2:1 (21:10, 19:21, 15:10) |
| 18. Juli      | 2. Gruppe A   | 1             | Emi van Driel / Wies Bekhuis     | 3. Gruppe B   | 1             | Vanessa Paquete / Raquel Lacerda  | 2:0 (21:11, 21:9)         |

| Halbfinale | Halbfinale  | Halbfinale | Halbfinale                          | Halbfinale             | Halbfinale | Halbfinale                     | Halbfinale                |
| ---------- | ----------- | ---------- | ----------------------------------- | ---------------------- | ---------- | ------------------------------ | ------------------------- |
| 19. Juli   | 1. Gruppe A | 2          | Sandra Ittlinger / Anna-Lena Grüne  | Sieger Viertelfinale 1 | 2          | Sofía González / Ana Vergara   | 2:1 (17:21, 21:18, 15:8)  |
| 19. Juli   | 1. Gruppe A | 1          | Svenja Müller / Cinja Tillmann      | Sieger Viertelfinale 1 | 1          | Daniela Álvarez / Tania Moreno | 2:1 (17:21, 22:20, 15:13) |
| 19. Juli   | 1. Gruppe B | 2          | Walentyna Dawidowa / Anhelina Chmil | Sieger Viertelfinale 2 | 2          | Mila Konink / Raïsa Schoon     | 2:0 (21:15, 21:18)        |
| 19. Juli   | 1. Gruppe B | 1          | Maryna Hladun / Tetjana Lasarenko   | Sieger Viertelfinale 2 | 1          | Emi van Driel / Wies Bekhuis   | 2:0 (21:19, 21:13)        |

#### Endrunde
| Finale   | Finale              | Finale | Finale                             | Finale              | Finale | Finale                              | Finale                    |
| -------- | ------------------- | ------ | ---------------------------------- | ------------------- | ------ | ----------------------------------- | ------------------------- |
| 20. Juli | Sieger Halbfinale 1 | 2      | Sandra Ittlinger / Anna-Lena Grüne | Sieger Halbfinale 2 | 2      | Walentyna Dawidowa / Anhelina Chmil | 2:1 (18:21, 21:14, 15:13) |
| 20. Juli | Sieger Halbfinale 1 | 1      | Svenja Müller / Cinja Tillmann     | Sieger Halbfinale 2 | 1      | Maryna Hladun / Tetjana Lasarenko   | 2:0 (21:18, 21:8)         |

#### Platzierungen
| Gold        | Silver  | Bronze  | Bronze      |
| ----------- | ------- | ------- | ----------- |
| Deutschland | Ukraine | Spanien | Niederlande |

### Männer

#### Teams
| Pool A              | Pool A              | Pool A              | Pool A           |  | Pool B        | Pool B                    | Pool B           | Pool B          |
| ------------------- | ------------------- | ------------------- | ---------------- |  | ------------- | ------------------------- | ---------------- | --------------- |
| Niederlande         | Litauen             | Frankreich          | Spanien          |  | Portugal      | Dänemark                  | Norwegen         | Österreich      |
| Alexander Brouwer   | Robert Juchnevič    | Kéran Duval         | Álvaro Viera     |  | Gonçalo Sousa | Christian Lundby Andersen | Hendrik Mol      | Julian Hörl     |
| Steven van de Velde | Artūr Vasiljev      | Calvin Ayé          | Antonio Saucedo  |  | Tomas Sousa   | Nicolai Hovmann           | Mathias Berntsen | Philipp Waller  |
| Stefan Boermans     | Arnas Rumševičius   | Téo Rotar           | Javier Huerta    |  | João Pedrosa  | Mads Møllgaard            | Anders Mol       | Timo Hammarberg |
| Yorick de Groot     | Karolis Palubinskas | Arnaud Gauthier-Rat | Alejandro Huerta |  | Hugo Campos   | Kristoffer Abell          | Christian Sørum  | Tim Berger      |

#### Gruppenspiele
| Tabelle  | Tabelle     | Tabelle | Tabelle | Tabelle |
| -------- | ----------- | ------- | ------- | ------- |
| Gruppe A |             |         |         |         |
| Platz    | Nation      | Punkte  |         |         |
| 1.       | Niederlande | 12      |         |         |
| 2.       | Spanien     | 9       |         |         |
| 3.       | Litauen     | 8       |         |         |
| 4.       | Frankreich  | 7       |         |         |

| 17. Juli | 2 | Alexander Brouwer / Steven van de Velde | 2 | Robert Juchnevič / Artūr Vasiljev       | 2:1 (25:27, 21:10, 17:15) |
| 17. Juli | 1 | Stefan Boermans / Yorick de Groot       | 1 | Arnas Rumševičius / Karolis Palubinskas | 2:0 (21:17, 21:15)        |
|          |   |                                         |   |                                         |                           |
| 17. Juli | 2 | Kéran Duval / Calvin Ayé                | 2 | Álvaro Viera / Antonio Saucedo          | 0:2 (18:21, 25:27)        |
| 17. Juli | 1 | Téo Rotar / Arnaud Gauthier-Rat         | 1 | Javier Huerta / Alejandro Huerta        | 1:2 (19:21, 21:17, 14:16) |
|          |   |                                         |   |                                         |                           |
| 17. Juli | 2 | Kéran Duval / Calvin Ayé                | 2 | Robert Juchnevič / Artūr Vasiljev       | 0:2 (19:21, 15:21)        |
| 17. Juli | 1 | Téo Rotar / Arnaud Gauthier-Rat         | 1 | Arnas Rumševičius / Karolis Palubinskas | 2:0 (21:12, 21:14)        |
|          |   |                                         |   |                                         |                           |
| 17. Juli | 2 | Alexander Brouwer / Steven van de Velde | 2 | Álvaro Viera / Antonio Saucedo          | 2:0 (21:12, 25:23)        |
| 17. Juli | 1 | Stefan Boermans / Yorick de Groot       | 1 | Javier Huerta / Alejandro Huerta        | 2:0 (21:13, 23:21)        |
|          |   |                                         |   |                                         |                           |
| 18. Juli | 2 | Alexander Brouwer / Steven van de Velde | 2 | Kéran Duval / Calvin Ayé                | 2:0 (21:14, 21:8)         |
| 18. Juli | 1 | Stefan Boermans / Yorick de Groot       | 1 | Téo Rotar / Arnaud Gauthier-Rat         | 2:0 (23:21, 21:16)        |
|          |   |                                         |   |                                         |                           |
| 18. Juli | 2 | Álvaro Viera / Antonio Saucedo          | 2 | Robert Juchnevič / Artūr Vasiljev       | 2:1 (21:17, 20:22, 15:13) |
| 18. Juli | 1 | Javier Huerta / Alejandro Huerta        | 1 | Arnas Rumševičius / Karolis Palubinskas | 1:2 (16:21, 21:14, 13:15) |

| Tabelle  | Tabelle    | Tabelle | Tabelle | Tabelle |
| -------- | ---------- | ------- | ------- | ------- |
| Gruppe B |            |         |         |         |
| Platz    | Nation     | Punkte  |         |         |
| 1.       | Norwegen   | 12      |         |         |
| 2.       | Österreich | 9       |         |         |
| 3.       | Portugal   | 8       |         |         |
| 4.       | Dänemark   | 7       |         |         |

| 17. Juli | 2 | Gonçalo Sousa / Tomas Sousa    | 2 | Chr. Lundby Andersen / Nicolai Hovmann | 0:2 (10:21, 16:21)        |
| 17. Juli | 1 | João Pedrosa / Hugo Campos     | 1 | Mads Møllgaard / Kristoffer Abell      | 2:1 (17:21, 21:11, 15:9)  |
|          |   |                                |   |                                        |                           |
| 17. Juli | 2 | Hendrik Mol / Mathias Berntsen | 2 | Julian Hörl / Philipp Waller           | 2:1 (19:21, 21:18, 15:10) |
| 17. Juli | 1 | Anders Mol / Christian Sørum   | 1 | Timo Hammarberg / Tim Berger           | 2:0 (21:12, 21:14)        |
|          |   |                                |   |                                        |                           |
| 18. Juli | 2 | Gonçalo Sousa / Tomas Sousa    | 2 | Julian Hörl / Philipp Waller           | 1:2 (21:19, 15:21, 12:15) |
| 18. Juli | 1 | João Pedrosa / Hugo Campos     | 1 | Timo Hammarberg / Tim Berger           | 2:0 (21:16, 21:19)        |
|          |   |                                |   |                                        |                           |
| 18. Juli | 2 | Hendrik Mol / Mathias Berntsen | 2 | Chr. Lundby Andersen / Nicolai Hovmann | 2:1 (21:19, 23:25, 15:11) |
| 18. Juli | 1 | Anders Mol / Christian Sørum   | 1 | Mads Møllgaard / Kristoffer Abell      | 2:0 (21:13, 21:10)        |
|          |   |                                |   |                                        |                           |
| 18. Juli | 2 | Gonçalo Sousa / Tomas Sousa    | 2 | Hendrik Mol / Mathias Berntsen         | 0:2 (15:11:21)            |
| 18. Juli | 1 | João Pedrosa / Hugo Campos     | 1 | Anders Mol / Christian Sørum           | 0:2 (23:25, 16:21)        |
|          |   |                                |   |                                        |                           |
| 18. Juli | 2 | Julian Hörl / Philipp Waller   | 2 | Chr. Lundby Andersen / Nicolai Hovmann | 2:0 (21:14, 21:11)        |
| 18. Juli | 1 | Timo Hammarberg / Tim Berger   | 1 | Mads Møllgaard / Kristoffer Abell      | 2:1 (18:21, 21:18, 15:8)  |

#### Zwischenrunde
| Viertelfinale | Viertelfinale | Viertelfinale | Viertelfinale                    | Viertelfinale | Viertelfinale | Viertelfinale                           | Viertelfinale             |
| ------------- | ------------- | ------------- | -------------------------------- | ------------- | ------------- | --------------------------------------- | ------------------------- |
| 19. Juli      | 2. Gruppe B   | 2             | Julian Hörl / Philipp Waller     | 3. Gruppe A   | 2             | Robert Juchnevič / Artūr Vasiljev       | 2:1 (18:21, 21:18, 15:9)  |
| 19. Juli      | 2. Gruppe B   | 1             | Timo Hammarberg / Tim Berger     | 3. Gruppe A   | 1             | Arnas Rumševičius / Karolis Palubinskas | 2:0 (21:15, 21:14)        |
| 19. Juli      | 2. Gruppe A   | 2             | Álvaro Viera / Antonio Saucedo   | 3. Gruppe B   | 2             | Gonçalo Sousa / Tomas Sousa             | 2:0 (21:17, 21:14)        |
| 19. Juli      | 2. Gruppe A   | 1             | Javier Huerta / Alejandro Huerta | 3. Gruppe B   | 1             | João Pedrosa / Hugo Campos              | 2:1 (20:22, 21:19, 15:11) |

| Halbfinale | Halbfinale  | Halbfinale | Halbfinale                              | Halbfinale             | Halbfinale | Halbfinale                       | Halbfinale                |
| ---------- | ----------- | ---------- | --------------------------------------- | ---------------------- | ---------- | -------------------------------- | ------------------------- |
| 20. Juli   | 1. Gruppe A | 2          | Alexander Brouwer / Steven van de Velde | Sieger Viertelfinale 1 | 2          | Julian Hörl / Philipp Waller     | 2:1 (16;21, 21;11, 18;16) |
| 20. Juli   | 1. Gruppe A | 1          | Stefan Boermans / Yorick de Groot       | Sieger Viertelfinale 1 | 1          | Timo Hammarberg / Tim Berger     | 2:0 (21:17, 21;15)        |
| 20. Juli   | 1. Gruppe B | 2          | Hendrik Mol / Mathias Berntsen          | Sieger Viertelfinale 2 | Spanien    | Álvaro Viera / Antonio Saucedo   | 2:0 (21:18, 21:17)        |
| 20. Juli   | 1. Gruppe B | 1          | Anders Mol / Christian Sørum            | Sieger Viertelfinale 2 | Spanien    | Javier Huerta / Alejandro Huerta | 2:0 (21:14, 21:16)        |

#### Endrunde
| Finale   | Finale              | Finale      | Finale                                  | Finale              | Finale   | Finale                         | Finale             |
| -------- | ------------------- | ----------- | --------------------------------------- | ------------------- | -------- | ------------------------------ | ------------------ |
| 20. Juli | Sieger Halbfinale 1 | 2           | Alexander Brouwer / Steven van de Velde | Sieger Halbfinale 2 | 2        | Hendrik Mol / Mathias Berntsen | 2:0 (21:11, 21:17) |
| 20. Juli | Sieger Halbfinale 1 | 1           | Stefan Boermans / Yorick de Groot       | Sieger Halbfinale 2 | 1        | Anders Mol / Christian Sørum   | 0:2 (7:21, 0:21) x |
| 20. Juli | Golden Set          | Niederlande | Stefan Boermans / Alexander Brouwer     |                     | Norwegen | Anders Mol / Mathias Berntsen  | 0:1 (12:15)        |

 x Verletzung de Groot beim Stand von 7:14 im ersten Satz

### Platzierungen
| Gold     | Silver      | Bronze     | Bronze  |
| -------- | ----------- | ---------- | ------- |
| Norwegen | Niederlande | Österreich | Spanien |